# STS-33
STS-33 — 32-й політ космічного корабля багаторазового використання за програмою «Спейс Шаттл», 5-й для Міністерства оборони США. Через воєнний характер експедиції та деталі польоту засекречені.

## Екіпаж
- Фредерік Дрю Грегорі (2) — командир
- Джон Елмер Блаха (2) — пілот
- Менлі Ланіер Картер (1) — спеціаліст з програми польоту 1.
- Френклін Сторі Масгрейв (3) — спеціаліст з програми польоту 2.
- Кетрін Райан Кордел Торнтон (1) — спеціаліст з програми польоту 3.

| Космос | Це незавершена стаття про космос або космічний політ. Ви можете допомогти проєкту, виправивши або дописавши її. |